# Governo Støre

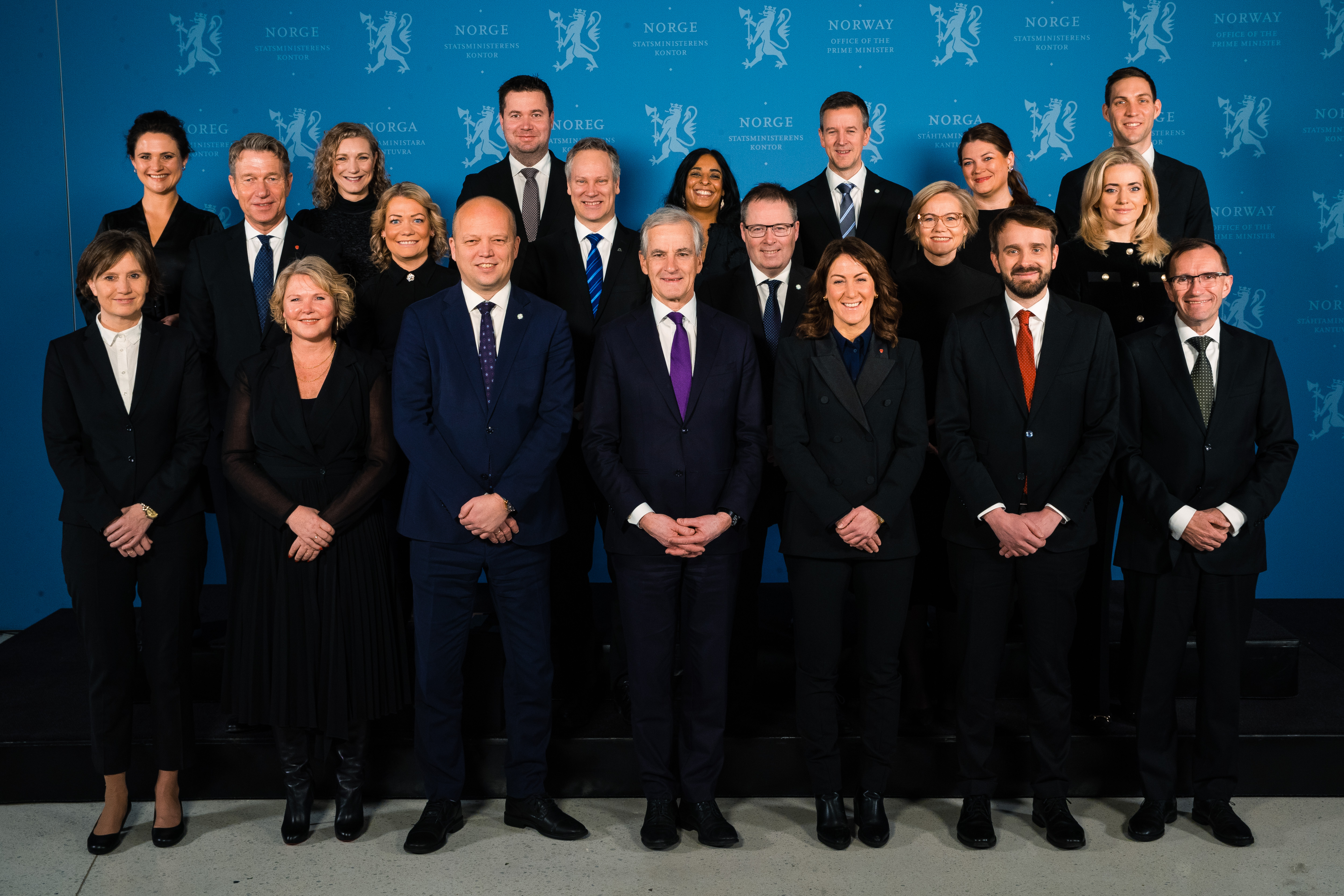
Foto dell’esecutivo, 15 dicembre 2023.

Il Governo Støre è l'attuale governo in carica della Norvegia.
È composto da 19 ministri (compreso il Primo ministro).

## Storia

### Formazione
È nato dopo le elezioni del 2021 come governo di minoranza, in seguito a un accordo tra Partito Laburista (AP) e Partito di Centro (SP), detenendo in parlamento complessivamente, fino al gennaio 2025, 76 seggi (cui poi si aggiungevano, ai fini della maggioranza, 25 seggi di partiti minori astenutisi). 

### Crisi di governo
Il 30 gennaio 2025, tuttavia, in seguito all'uscita del Partito di Centro dalla coalizione per dissidi emergenti su alcune aree di legislazione in materia energetica (nonostante vi fossero già state in passato varie avvisaglie di discordanza), il governo ha visto scendere il suo controllo parlamentare a soli 48 seggi.

## Compagine di governo

### Appartenenza politica
L'appartenenza politica dei membri del Governo alla sua formazione era la seguente:
| Partito | Partito                | Presidente | Ministri | Totale |
| ------- | ---------------------- | ---------- | -------- | ------ |
|         | Partito Laburista (AP) | 1          | 10       | 11     |
|         | Partito di Centro (SP) | —          | 8        | 8      |
| Totale  | Totale                 | 1          | 18       | 19     |

L'appartenenza politica dei membri del Governo al momento dell’uscita del Partito di Centro (SP) è la seguente:
| Partito | Partito                | Presidente | Ministri | Totale |
| ------- | ---------------------- | ---------- | -------- | ------ |
|         | Partito Laburista (AP) | 1          | 18       | 19     |
| Totale  | Totale                 | 1          | 18       | 19     |

### Situazione parlamentare
Al momento della formazione dell’esecutivo, il 14 ottobre 2021:
| Camera   | Collocazione | Partiti                            | Seggi    |
| -------- | ------------ | ---------------------------------- | -------- |
| Storting | Governo      | AP (48), SP (28)                   | 76 / 169 |
| Storting | Astensione   | SV/SG (13), R (8), MdG (3), PF (1) | 25 / 169 |
| Storting | Opposizione  | H (36), FrP (21), V (8), KrP (3)   | 68 / 169 |

Al momento dell’uscita del Partito di Centro (SP), il 30 gennaio 2025:
| Camera   | Collocazione | Partiti                                     | Seggi    |
| -------- | ------------ | ------------------------------------------- | -------- |
| Storting | Governo      | AP (48)                                     | 48 / 169 |
| Storting | Astensione   | SP (28), SV/SG (13), R (8), MdG (3), PF (1) | 53 / 169 |
| Storting | Opposizione  | H (36), FrP (21), V (8), KrP (3)            | 68 / 169 |

## Composizione
Partito Laburista (AP)
     Partito di Centro (SP)
| Ufficio del Ministro di Stato         | Ufficio del Ministro di Stato | Ufficio del Ministro di Stato | Ufficio del Ministro di Stato                                    | Ufficio del Ministro di Stato |
| Carica                                | Titolare                      | Titolare                      | Titolare                                                         | Partito                       |
| ------------------------------------- | ----------------------------- | ----------------------------- | ---------------------------------------------------------------- | ----------------------------- |
| Ministro di Stato                     |                               |                               | Jonas Gahr Støre                                                 | AP                            |
| Ministeri                             |                               |                               |                                                                  |                               |
| Ministri                              | Ministri                      | Ministri                      | Ministri                                                         | Partito                       |
| Finanze                               |                               |                               | Trygve Slagsvold Vedum (fino al 4 febbraio 2025)                 | SP                            |
| Finanze                               |                               |                               | Jens Stoltenberg (dal 4 febbraio 2025)                           | AP                            |
| Governi Locali e Sviluppo Regionale   |                               |                               | Bjørn Arild Gram (fino al 12 aprile 2022)                        | SP                            |
| Governi Locali e Sviluppo Regionale   |                               |                               | Sigbjørn Gjelsvik (dal 12 aprile 2022 al 16 ottobre 2023)        | SP                            |
| Governi Locali e Sviluppo Regionale   |                               |                               | Erling Sande (dal 16 ottobre 2023 al 4 febbraio 2025)            | SP                            |
| Governi Locali e Sviluppo Regionale   |                               |                               | Kjersti Stenseng (dal 4 febbraio 2025)                           | AP                            |
| Difesa                                |                               |                               | Odd Roger Enoksen (fino al 12 aprile 2022)                       | SP                            |
| Difesa                                |                               |                               | Bjørn Arild Gram (dal 12 aprile 2022 al 4 febbraio 2025)         | SP                            |
| Difesa                                |                               |                               | Tore O. Sandvik (dal 4 febbraio 2025)                            | AP                            |
| Affari esteri                         |                               |                               | Anniken Huitfeldt (fino al 16 ottobre 2023)                      | AP                            |
| Affari esteri                         |                               |                               | Espen Barth Eide (dal 16 ottobre 2023)                           | AP                            |
| Giustizia e Pubblica Sicurezza        |                               |                               | Emilie Enger Mehl (fino al 4 febbraio 2025)                      | SP                            |
| Giustizia e Pubblica Sicurezza        |                               |                               | Astri Aas-Hansen (dal 4 febbraio 2025)                           | AP                            |
| Bambini e Famiglie                    |                               |                               | Kjersti Toppe (fino al 4 febbraio 2025)                          | SP                            |
| Bambini e Famiglie                    |                               |                               | Lene Vågslid (dal 4 febbraio 2025)                               | AP                            |
| Commercio ed Industria                |                               |                               | Jan Christian Vestre (fino al 19 aprile 2024)                    | AP                            |
| Commercio ed Industria                |                               |                               | Cecilie Myrseth (dal 19 aprile 2024)                             | AP                            |
| Trasporti e Comunicazioni             |                               |                               | Jon-Ivar Nygård                                                  | AP                            |
| Agricoltura ed Alimentazione          |                               |                               | Sandra Borch (fino al 4 agosto 2023)                             | SP                            |
| Agricoltura ed Alimentazione          |                               |                               | Geir Pollestad (dal 4 agosto 2023 al 4 febbraio 2025)            | SP                            |
| Agricoltura ed Alimentazione          |                               |                               | Nils Kristen Sandtrøen (dal 4 febbraio 2025)                     | AP                            |
| Pesca e Politica Oceanica             |                               |                               | Bjørnar Skjæran (fino al 16 ottobre 2023)                        | AP                            |
| Pesca e Politica Oceanica             |                               |                               | Cecilie Myrseth (dal 16 ottobre 2023 al 19 aprile 2024)          | AP                            |
| Pesca e Politica Oceanica             |                               |                               | Marianne Sivertsen Næss (dal 19 aprile 2024)                     | AP                            |
| Istruzione                            |                               |                               | Tonje Brenna (fino al 16 ottobre 2023)                           | AP                            |
| Istruzione                            |                               |                               | Kari Nessa Nordtun (dal 16 ottobre 2023)                         | AP                            |
| Istruzione superiore e Ricerca        |                               |                               | Ola Borten Moe (fino al 4 agosto 2023)                           | SP                            |
| Istruzione superiore e Ricerca        |                               |                               | Sandra Borch (dal 4 agosto 2023 al 23 gennaio 2024)              | SP                            |
| Istruzione superiore e Ricerca        |                               |                               | Oddmund Løkensgard Hoel (dal 23 gennaio 2024 al 4 febbraio 2025) | SP                            |
| Istruzione superiore e Ricerca        |                               |                               | Sigrun Gjerløw Aasland (dal 4 febbraio 2025)                     | AP                            |
| Energia                               |                               |                               | Marte Mjøs Persen (fino al 7 marzo 2022)                         | AP                            |
| Energia                               |                               |                               | Terje Aasland (dal 7 marzo 2022)                                 | AP                            |
| Salute e Servizi Sociali              |                               |                               | Ingvild Kjerkol (dal 19 aprile 2024)                             | AP                            |
| Salute e Servizi Sociali              |                               |                               | Jan Christian Vestre (dal 19 aprile 2024)                        | AP                            |
| Lavoro, Affari sociali e Integrazione |                               |                               | Hadia Tajik (fino al 7 marzo 2022)                               | AP                            |
| Lavoro, Affari sociali e Integrazione |                               |                               | Marte Mjøs Persen (dal 7 marzo 2022 al 16 ottobre 2023)          | AP                            |
| Lavoro, Affari sociali e Integrazione |                               |                               | Tonje Brenna (dal 16 ottobre 2023)                               | AP                            |
| Cultura ed Uguaglianza                |                               |                               | Anette Trettebergstuen (fino al 28 giugno 2023)                  | AP                            |
| Cultura ed Uguaglianza                |                               |                               | Lubna Jaffery (dal 28 giugno 2023)                               | AP                            |
| Clima e Ambiente                      |                               |                               | Espen Barth Eide (fino al 16 ottobre 2023)                       | AP                            |
| Clima e Ambiente                      |                               |                               | Andreas Bjelland Eriksen (dal 16 ottobre 2023)                   | AP                            |
| Sviluppo internazionale               |                               |                               | Anne Beathe Tvinnereim (fino al 4 febbraio 2025)                 | SP                            |
| Sviluppo internazionale               |                               |                               | Åsmund Grøver Aukrust (dal 4 febbraio 2025)                      | AP                            |